# کاکوپتریا
کاکوپتریا (به لاتین: Kakopetria) یک روستا در قبرس است که در ناحیه نیکوزیا واقع شده‌است.

## خصوصیات
کاکوپتریا  ۱٬۱۹۸ نفر جمعیت دارد.